# Gamalost

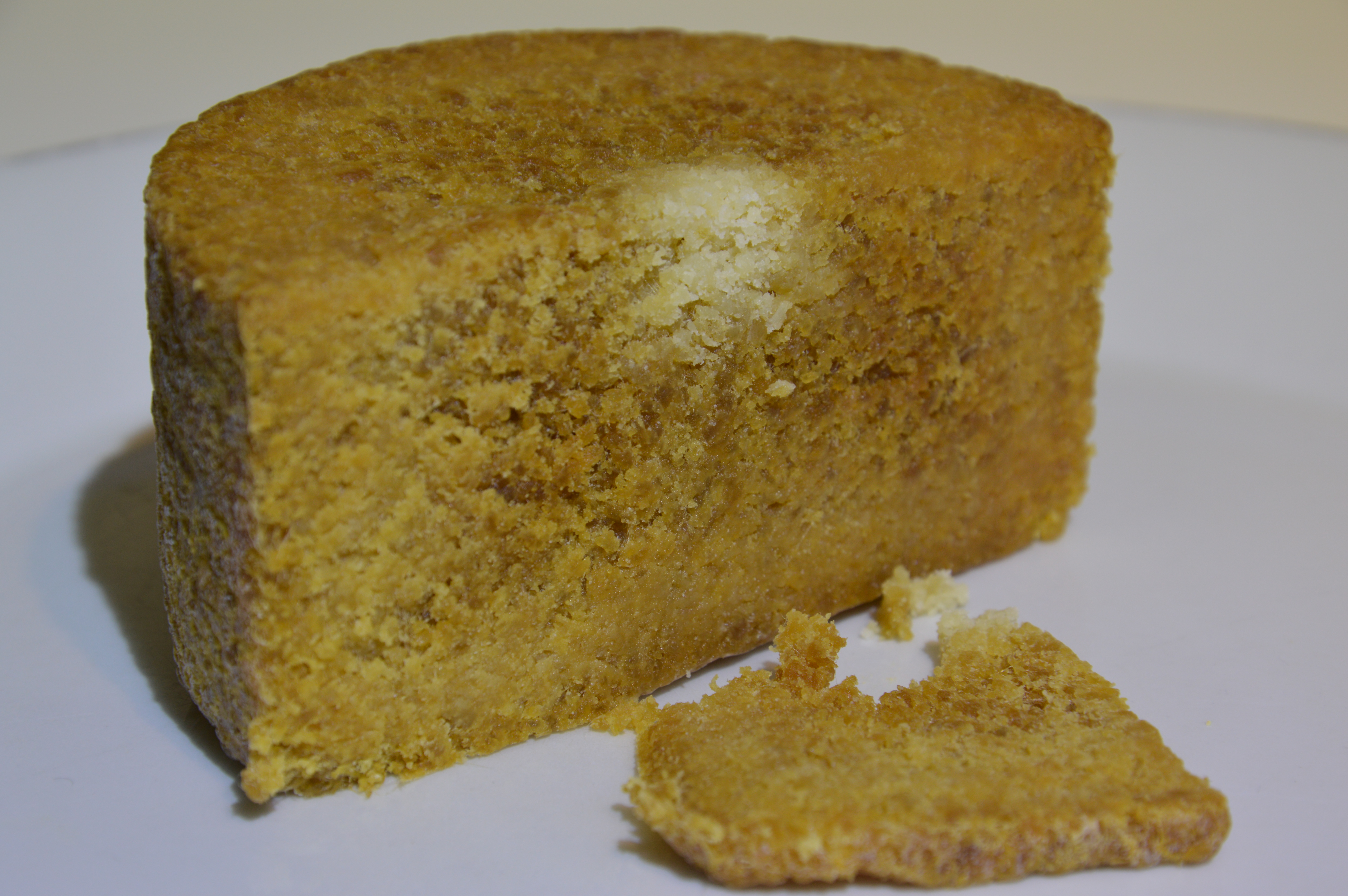
Brânza Gamalost

Gamalost (sau Gammelost, Gammalost, traducere: "brânză veche") este o brânză tradițională norvegiană picantă, care a fost cândva felul principal din dieta norvegienilor. Ca și multe alte mâncăruri tradiționale norvegiene, cum sunt și pâinea plată, cărnurile sărate și batogul uscat, Gamalost poate fi ținută multă vreme fără să aibă nevoie de refrigerare.